# Luiz Alfredo Corrêa da Costa
Luiz Alfredo Corrêa da Costa (Cuiabá, 22 de novembro de 1914 – 3 de julho de 2007) foi um médico brasileiro.
Graduado pela Faculdade Nacional de Medicina da Universidade do Brasil em 1937. Foi eleito membro da Academia Nacional de Medicina em 1973, sucedendo Clovis Corrêa da Costa na Cadeira 61, que tem Luís da Cunha Feijó como patrono.